# Gaily, Gaily
Gaily, Gaily, lançado em Portugal e no Reino Unido como Chicago, Chicago (Brasil: Uma Certa Casa em Chicago... ) é um filme estadunidense de 1969, do gênero comédia, dirigido por Norman Jewison,  roteirizado por Abram S. Ginnes, baseado na autobiografia de Ben Hecht, música de Henry Mancini e estrelado por Beau Bridges, Melina Mercouri, Brian Keith, e George Kennedy.

## Sinopse
Chicago, 1910, jovem interiorano, adolescente e ingênuo, é acolhido em uma residência por sua proprietária, sem saber tratar-se de um prostíbulo, esta o encaminha para trabalhar em um jornal, onde terá seus olhos abertos ao corrupto mundo que o cerca.

## Elenco
- Beau Bridges ....... Ben Harvey
- Melina Mercouri ....... Lil
- Brian Keith ....... 	Sullivan
- George Kennedy ....... Johanson
- Hume Cronyn .......  Grogan
- Margot Kidder ....... Adeline
- Roy Poole ....... Dunne
- Wilfrid Hyde-White ....... o governador
- Melodie Johnson ....... Lilah
- John Randolph ....... pai
- Charles Tyner ....... Dr. Lazarus
- Joan Huntington ....... Kitty
- Merie Earle ....... Granny
- Claudia Bryar  ....... mãe
- Eric Shea .......  irmão mais jovem

## Prêmios
O filme foi indicado a três Oscares:
- Melhor Direção de Arte (Robert F. Boyle, George B. Chan, Edward G. Boyle, Carl Biddiscombe)
- Melhor Figurino (Ray Aghayan)
- Melhor Som (Robert Martin, Clem Portman)